# Ernesto Carratalá Cernuda
Ernesto Carratalá Cernuda (Alicante, 22 de octubre de 1887-Carabanchel, 19 de julio de 1936) fue un militar español.

## Biografía
Nacido en Alicante en 1887, ingresó en el Ejército y formó parte del Cuerpo de Ingenieros.
Durante la Segunda República fue miembro fundador de la Unión Militar Republicana Antifascista (UMRA), siendo un activo miembro de la misma. En julio de 1936 ostentaba el rango de teniente coronel y estaba al frente del Batallón de Zapadores que estaba acuartelado en Carabanchel. En la mañana del 19 de julio, tras el estallido de la guerra civil, Carratalá se ofreció a entregar 400 fusiles al Centro socialista Oeste de Madrid, pero los oficiales simpatizantes de la sublevación se opusieron vehementemente; cuando llegó un camión para recoger las armas, los oficiales rebeldes entablaron un tiroteo durante el cual cayó muerto el propio Carratalá.

## Familia
Un hijo suyo, Ernesto, fue un activo militante antifranquista y estuvo preso en numerosas cárceles durante la dictadura de Francisco Franco.
Hijos:
- Ernesto Carratalá García
- Mª. Elena Carratalá García
- José Carratalá García
- Emmanuela Carratalá García
- Ricardo Carratalá García y
- Mª. del Carmen Carratalá García.